# Makó műemlékeinek listája
A Makón található műemlékek listája a Kulturális Örökségvédelmi Hivatal műemlék jegyzéke és az Integrált Városfejlesztési Stratégia táblázata alapján.
| Név a jegyzékben                                      | Egyéb név                     | Cím                   | Törzsszám | Hrsz.                |
| ----------------------------------------------------- | ----------------------------- | --------------------- | --------- | -------------------- |
| Kálvária-kápolna                                      |                               | Kálvária utca 80.     | 2731      | 1320                 |
| Polgárház                                             | Juhász- (Bán-) ház            | Úri u. 28.            | 2733      | 7534                 |
| Püspöki számtartói lak                                |                               | József Attila utca 3. | 2734      | 703                  |
| Református ótemplom                                   |                               | Kálvin tér            | 2736      | 5362                 |
| A református templom műemléki környezete              |                               | Kálvin tér            | 9041      |                      |
| Református kollégium                                  | Református polgári fiúiskola  | Kálvin tér 6.         | 2735      | 5301, 5301/1, 5301/2 |
| Városháza műemléki környezte                          |                               | Széchenyi tér         | 10031     |                      |
| Volt Városháza                                        | Régi városháza                | Széchenyi tér 6.      | 2737      | 1                    |
| Korona Szálló                                         |                               | Széchenyi tér 10.     | 2738      | 7614                 |
| Megyeháza; Városháza                                  | Volt Csanád-megyeháza         | Széchenyi tér 22.     | 2739      | 7509                 |
| Püspöki nyári lak és kápolna környezete               |                               | Csanád vezér tér 12.  | 9042      |                      |
| Csanádi püspöki nyaraló és kápolna                    | Püspöki rezidencia és kápolna | Csanád vezér tér 12.  | 2741      | 708, 709             |
| Szent Anna-kápolna                                    |                               | Temető                | 2744      | 1412/21              |
| Görögkatolikus templom                                |                               | Templom köz           | 2746      | 7202                 |
| Római katolikus plébániatemplom                       | Szent István-plébániatemplom  | Szent István tér      | 2742      | 556                  |
| A római katolikus plébániatemplom műemléki környezete |                               | Szent István tér      | 9043      |                      |
| Immaculata-szobor                                     | Kőkép                         | Szent István tér      | 2743      | 473/3                |
| Görögkatolikus temetőkápolna                          |                               | Görögkatolikus temető | 2745      | 7047                 |